# Chelsea Football Club 1999-2000
Questa voce raccoglie le informazioni riguardanti il Chelsea Football Club nelle competizioni ufficiali della stagione 1999-2000.

## Maglie
| Casa | Trasferta | 1998 |

## Rosa
| N. |                        | Ruolo | Calciatore             |
| -- | ---------------------- | ----- | ---------------------- |
| 1  | Paesi Bassi (bandiera) | P     | Ed de Goeij            |
| 2  | Romania (bandiera)     | D     | Dan Petrescu           |
| 3  | Nigeria (bandiera)     | D     | Celestine Babayaro     |
| 4  | Danimarca (bandiera)   | D     | Jes Høgh               |
| 5  | Francia (bandiera)     | D     | Frank Lebœuf           |
| 6  | Francia (bandiera)     | D     | Marcel Desailly        |
| 7  | Francia (bandiera)     | C     | Didier Deschamps       |
| 8  | Uruguay (bandiera)     | C     | Gustavo Poyet          |
| 9  | Inghilterra (bandiera) | A     | Chris Sutton           |
| 11 | Inghilterra (bandiera) | C     | Dennis Wise (capitano) |
| 12 | Danimarca (bandiera)   | D     | Bjarne Goldbæk         |
| 13 | Inghilterra (bandiera) | P     | Kevin Hitchcock        |
| 14 | Inghilterra (bandiera) | D     | Graeme Le Saux         |
| 15 | Paesi Bassi (bandiera) | D     | Mario Melchiot         |
| 16 | Italia (bandiera)      | C     | Roberto Di Matteo      |
| 17 | Spagna (bandiera)      | D     | Albert Ferrer          |
| 18 | Italia (bandiera)      | C     | Gabriele Ambrosetti    |

| N. |                        | Ruolo | Calciatore         |
| -- | ---------------------- | ----- | ------------------ |
| 19 | Norvegia (bandiera)    | A     | Tore André Flo     |
| 20 | Inghilterra (bandiera) | C     | Jody Morris        |
| 21 | Francia (bandiera)     | D     | Bernard Lambourde  |
| 22 | Inghilterra (bandiera) | A     | Mark Nicholls      |
| 23 | Russia (bandiera)      | P     | Dmitri Kharine     |
| 24 | Italia (bandiera)      | C     | Samuele Dalla Bona |
| 25 | Italia (bandiera)      | A     | Gianfranco Zola    |
| 26 | Inghilterra (bandiera) | D     | John Terry         |
| 28 | Inghilterra (bandiera) | C     | Rob Wolleaston     |
| 29 | Inghilterra (bandiera) | D     | Neil Clement       |
| 30 | Brasile (bandiera)     | D     | Emerson Thome      |
| 31 | Liberia (bandiera)     | A     | George Weah        |
| 32 | Finlandia (bandiera)   | A     | Mikael Forssell    |
| 33 | Italia (bandiera)      | D     | Luca Percassi      |
| 34 | Inghilterra (bandiera) | D     | Jon Harley         |
| 36 | Inghilterra (bandiera) | A     | Leon Knight        |